# Ohel-Rachel-Synagoge
Die Ohel-Rachel-Synagoge (hebräisch בית הכנסת "אהל רחל"; deutsch Synagoge „Rachels Zelt“) ist eine sephardische Synagoge in Shanghai in der Volksrepublik China. Sie wurde erbaut durch Sir Jacob Elias Sassoon in Erinnerung an dessen Frau Rachel. Der Bau wurde im März 1920 vollendet und 1921 wurde die Synagoge geweiht. Es ist die größte Synagoge im Fernen Osten und eine der beiden aus jener Zeit, die in Shanghai noch existieren. Zweckentfremdet erstmals während der japanischen Besetzung während des Zweiten Weltkrieges und dann noch einmal nach der kommunistischen Eroberung von Shanghai 1949, ist die Synagoge seit 1999 ein geschütztes Baudenkmal der Stadt. Die Synagoge wurde 1999 für einige jüdische Feiertage geöffnet und während der Expo 2010 wurden reguläre Sabbat-Gottesdienste abgehalten.

## Geschichte

### Bau
Jacob Elias und Edward Elias Sassoon ließen die Synagoge erbauen. Die Bauherren gehörten der wohlhabenden Familie Sassoon an, die von Bagdader Juden abstammte und für den Bau zahlreicher historischer Bauten in Shanghai verantwortlich war. Die Synagoge ersetzte einen Vorgängerbau, die 1887 gegründete Beth-El-Synagoge, und wurde durch das Shanghaier Architekturbüro von Robert Bradshaw Moorhead und Sidney Joseph Halse entworfen. Die Synagoge wurde an der Seymour Road (heute North Shaanxi Road), im westlichen Abschnitt der Internationalen Konzession Shanghai, errichtet.
Die Synagoge wurde im März 1920 eröffnet und von dem kurz zuvor eingetroffenen Rabbi W. Hirsch, dem ersten Rabbi der sephardischen Gemeinschaft Shanghaier Juden, am 23. Januar 1921 geweiht. Sie trägt den Namen von Jacob Sassoons verstorbener Frau Rachel, wurde aber, da auch dieser vor der Einweihung verstorben war, dem Ehepaar gemeinsam gewidmet. Allgemein war sie wegen ihrer früheren Adresse auch als Seymour Synagogue bekannt.
Die Ohel-Rachel-Synagoge war die erste zu diesem Zweck gebaute Synagoge in Shanghai. Der neobarocke Pavillon wird durch einen ionischen Portikus betreten, der zwischen massive Antenpfeiler aus Bossenwerk eingesetzt ist. Dessen Arrangement zum Innern und die Verwendung von Rundbogenfenstern an seinen Seiten orientieren sich an den Londoner Synagogen Bevis Marks und Lauderdale Road. Ohel Rachels höhlenartiges Heiligtum, das von einem zweiten Rang mit breiten Balkonen überragt wird, hat eine Kapazität von 700 Personen. Der begehbare Toraschrein, in dem 30 Torarollen untergebracht waren, war von Marmorsäulen flankiert. Die Einrichtung beinhaltete auch eine Bibliothek, ein rituelles Bad (Mikwe) und einen Spielplatz. Ohel Rachel ist die größte Synagoge im Fernen Osten und wurde als im Fernen Osten „allen überlegen“ beschrieben.

### Republik China
Der jüdische Club Ahduth wurde 1921 im Gebäude der Ohel-Rachel-Synagoge geöffnet. Er hielt gesellschaftliche Veranstaltungen ab, die sowohl von Sephardim als auch Aschkenasim besucht wurden, wenngleich letztere in der Minderheit waren. Der Zwischenfall vom 28. Januar 1932 zwischen chinesischen und japanischen Streitkräften führte im Stadtbezirk Hongkou, wo sich das Wohngebiet der Aschkenasim konzentrierte, zu großen Beschädigungen, und die Gemeinde Ohel Mosche eröffnete eine neue Filiale ihrer Synagoge im Nachbargebäude der Ohel-Rachel-Synagoge. Die jüdische Schule wurde ebenfalls 1932 von der Dixwell Road in ein anderes Nachbargebäude verlegt. Diese Schule wurde sowohl von aschkenasischen als auch sephardischen Schülern besucht.
Während des Zweiten Weltkrieges blieben die ausländischen Konzessionen – einschließlich des Gebietes um die Ohel-Rachel-Synagoge – unter internationaler Kontrolle, selbst nachdem die Japaner 1937 nach der Schlacht um Shanghai die Stadt einnehmen konnten. Schon kurz nach dem Angriff auf Pearl Harbor am 7. Dezember 1941 besetzte Japan die zuvor noch nicht eingenommenen Siedlungen in Shanghai. Dadurch wurde der Fluss der amerikanischen Finanzierung für die jüdische Gemeinde der Stadt abgeschnitten, deren Größe durch tausende von aus Europa angekommene Flüchtlinge angeschwollen war. Die Japaner verhängten Restriktionen gegen die Shanghaier Juden und ordneten 1943 an, dass die meisten von ihnen in den ausgewiesenen Sektor für staatenlose Flüchtlinge umsiedelten, das Shanghaier Ghetto. Dieses befand sich im Stadtbezirk Hongkou, ein ganzes Stück entfernt von der Ohel-Rachel-Synagoge, die in einen Stall umgewandelt wurde.

### Volksrepublik China

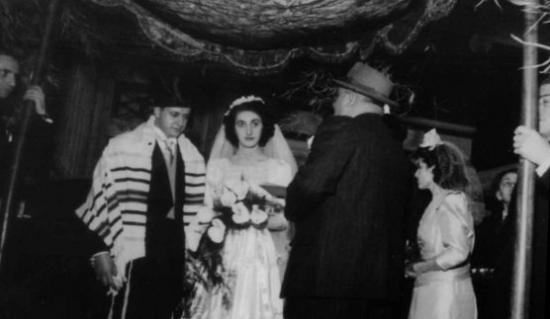
Hochzeitszeremonie in der Synagoge, Aufnahme vom Januar 1951

Als sich der Chinesische Bürgerkrieg seinem Ende näherte, eroberte die Kommunistische Partei Chinas die Stadt Shanghai, nur wenige Monate vor der Gründung der Volksrepublik China im Oktober 1949. Die neuen Machthaber erlaubten der jüdischen Gemeinde Shanghais bis 1952, die Synagoge zu nutzen, dann wurde das Anwesen beschlagnahmt und die Möblierung entfernt. Das Bauwerk wurde dann dem Gelände der Shanghaier Bildungskommission angegliedert. In den Jahren bis 1956 emigrierten fast alle noch in der Stadt lebenden Juden. Während der Kulturrevolution Ende der 1960er Jahre wurde das Bauwerk als Lagerhaus genutzt und teilweise beschädigt, Fenster und Kronleuchter wurden kaputtgeschlagen.
Als Teil der Verbesserung in den amerikanisch-chinesischen Beziehungen Ende der 1990er Jahre lud der chinesische Präsident Jiang Zemin drei vom amerikanischen Präsidenten Bill Clinton ausgewählte Geistliche ein, im Februar 1998 die Volksrepublik China zu besuchen. Einer davon war Rabbi Arthur Schneier, dem es gelang, dem Shanghaier Bürgermeister Xu Kuangdi das Versprechen abzunehmen, Ohel Rachel unter Schutz zu stellen, zu restaurieren und der Öffentlichkeit zugänglich zu machen. Die Stadtverwaltung Shanghais stellte US-$ 60.000 für die Renovierung der Synagoge zur Verfügung, was für die Säuberung und den Anstrich benutzt wurde; Gebäudeschäden wurden dabei nicht beseitigt.
Einige Monate später besichtigten während des Staatsbesuchs von US-Präsident Bill Clinton dessen Ehefrau Hillary und Außenministerin Madeleine Albright die Synagoge. Der mitreisende Rabbi Schneier erneuerte die Heiligung der Synagoge und verwendete dabei eine aus New York City mitgebrachte Torahrolle, die er dann der lokalen jüdischen Gemeinde übergab. Im September 1999 wurde in der Synagoge das erste Mal seit 1952 an Rosch ha-Schana ein Gottesdienst gehalten. Im selben Jahr wurde die Synagoge auch besucht durch den israelischen Präsidenten Ezer Weizmann und durch den deutschen Bundeskanzler Gerhard Schröder. Die dabei besuchten Bereiche des Bauwerks wurden aus diesem Anlass renoviert und dann als Vorlesungsräume genutzt, wenngleich es Juden erlaubt wurde, an jüdischen Feiertagen wie etwa Purim, Pessach, Rosch ha-Schana und Chanukka hier ihre Bräuche auszuüben.

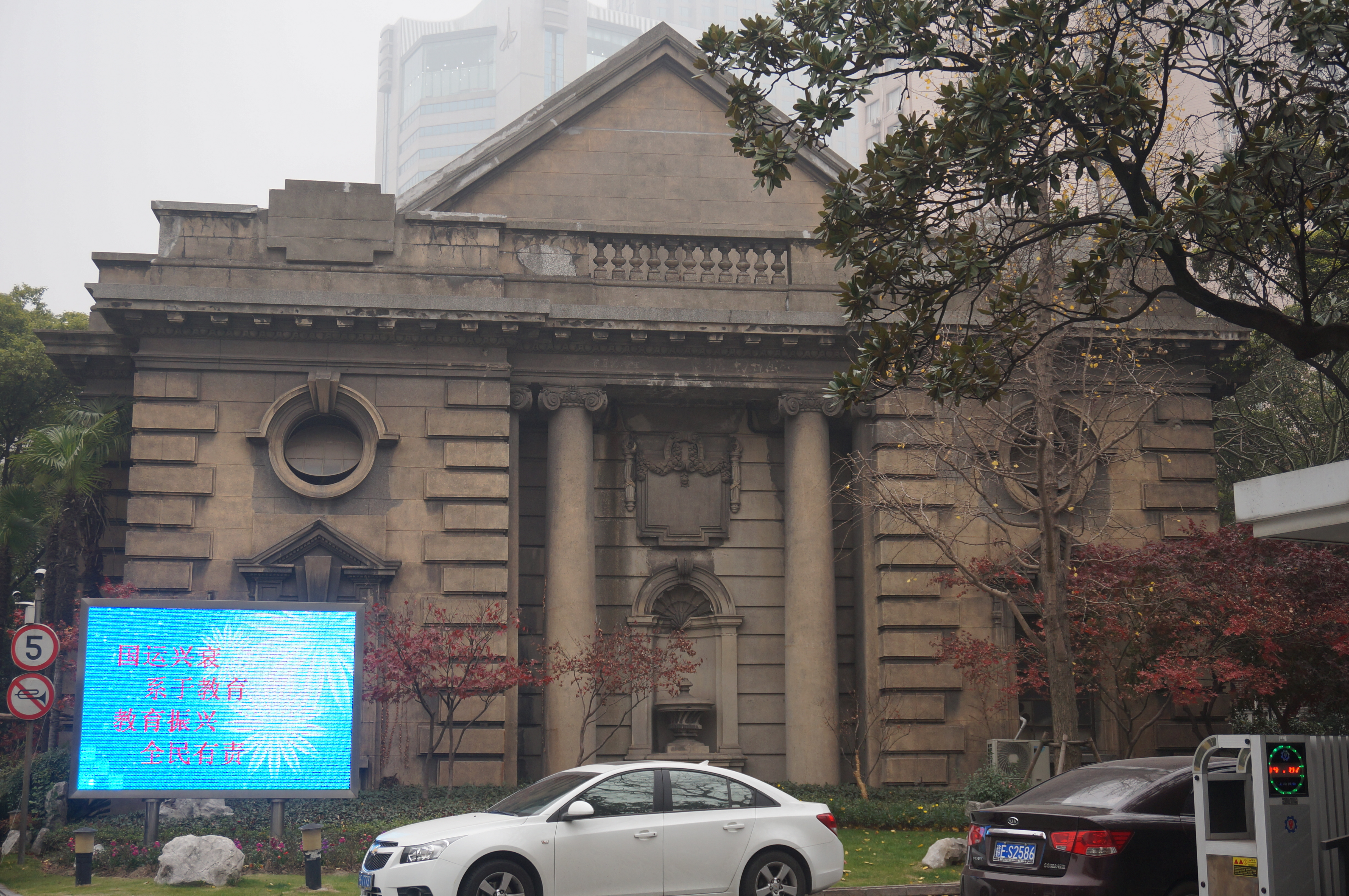
Ohel-Rachel-Synagoge, 2013

Im Rahmen der Expo 2010 wurde die Ohel-Rachel-Synagogue zur Abhaltung regelmäßiger Sabbatgottesdienste wiedereröffnet, obwohl das Judentum keine anerkannte Religion in der Volksrepublik China ist. Die Synagoge, die auf Grund und Boden des Shanghaier Ministeriums für Bildung steht, wurde für Gottesdienste am Freitagabend und Samstagmorgen wiedereröffnet, wochentägliche Gottesdienste fanden an anderer Stelle statt. Im Jahr 2013 war die Synagoge erneut nur an hohen Feiertagen zugänglich, was beim Besuch in China durch den Mehrheitsführer des US-Repräsentantenhauses Eric Cantor (R-VA) zum Protest führte, zu dem Zeitpunkt der bis dahin ranghöchste gewählte jüdische Politiker in der Geschichte der Vereinigten Staaten.

## Konservierung
Die Ohel-Rachel-Synagoge und die Ohel-Moshe-Synagoge sind die beiden einzigen noch stehenden, der ursprünglich sechs Synagogen des alten Shanghai. Am 18. März 1994 erklärte die Stadtregierung Shanghais die Ohel-Rachel-Synagoge zum von der Stadt geschützten Architekturdenkmal, die allerdings weiterhin, bis 1998, als Büro- und Lagerraum genutzt wurde. Die Synagoge wurde 2002 auf die Liste der 100 meistgefährdeten Monumente (World-Monuments-Watch-Liste 2002) gesetzt, um die Bemühungen der kleinen örtlichen jüdischen Gemeinde zu unterstützen, die Probleme mit dem Zustand des Bauwerks in Angriff zu nehmen, darunter eindringende Vegetation und ein leckendes Dach und die Restaurierung des Bauwerks gemäß seinem Aussehen der 1920er Jahre. Das Jewish Heritage Program der Stiftung stellte einen Zuschuss zur Verfügung, mit dessen Hilfe die Stätte dokumentiert und ein langfristiger Managementplan aufgestellt wurde. Die Synagoge stand auch auf der 2004er Liste, allerdings vor allem, um die Aufmerksamkeit für das Projekt zu erhalten.

## Belege
1. 1 2 3 4 5 6  Ember, Ember, Skoggard: Encyclopedia of Diasporas: Immigrant and Refugee Cultures Around the World. 2005, S. 156.
2. 1 2 3 4 5 6  Shanghai Jewish History. Shanghai Jewish Center, abgerufen am 8. Mai 2015 (englisch).
3. ↑  Wright, Cartwright: Twentieth Century Impressions of Hongkong, Shanghai, and Other Treaty Ports of China. 1908, S. 634. Das Kapitel Moorhead & Halse enthält eine knappe Firmengeschichte bis zu diesem Zeitpunkt.
4. 1 2  Ristaino: Port of Last Resort: The Diaspora Communities of Shanghai. 2003, S. 25.
5. ↑   Rabbi and Mrs. Hirsch in Shanghai In: The Singapore Free Press& Mercantile Advertiser, 26. Januar 1921. Abgerufen am 8. Mai 2015 (englisch).
6. 1 2 3 4 5 6  History. Shanghai Jewish Center, archiviert vom Original am 16. Dezember 2014; abgerufen am 14. Januar 2015 (englisch).  Info: Der Archivlink wurde automatisch eingesetzt und noch nicht geprüft. Bitte prüfe Original- und Archivlink gemäß Anleitung und entferne dann diesen Hinweis.
7. 1 2 3  第二节　场所. In: Shanghai Chronicle. Shanghai Municipal Government, abgerufen am 5. August 2015 (chinesisch).
8. ↑  Bracken bezeichnet diesen allerdings als Greek Revival, siehe Bracken: A Walking Tour of Shanghai: Sketches of the City’s Architectural Treasures. 2010, S. 139–140.
9. ↑  Ristaino: Port of Last Resort: The Diaspora Communities of Shanghai. 2003, S. 26.
10. 1 2  Ristaino: Port of Last Resort: The Diaspora Communities of Shanghai. 2003, S. 67.
11. ↑  The Chronology of the Jews of Shanghai from 1832 to the Present Day. Jewish Communities of China, abgerufen am 8. Mai 2015 (englisch).
12. 1 2 3 4  Bracken: A Walking Tour of Shanghai: Sketches of the City’s Architectural Treasures. 2010, S. 139–140.
13. 1 2 3  James Griffiths: Shanghai’s Forgotten Jewish Past. In: The Atlantic. 21. November 2013, abgerufen am 8. Mai 2015 (englisch).
14. ↑  Avraham Altman, & al.: Flight to Shanghai, 1938–1940: The Larger Setting. (PDF, 227 kB) Yad Vashem: Shoah Resource Center, abgerufen am 8. Mai 2015 (englisch).
15. 1 2 3 4 5 6  2004 World Monuments Watch 100 Most Endangered Sites. World Monuments Fund, S. 49, archiviert vom Original am 20. März 2013; abgerufen am 8. Mai 2015 (englisch).  Info: Der Archivlink wurde automatisch eingesetzt und noch nicht geprüft. Bitte prüfe Original- und Archivlink gemäß Anleitung und entferne dann diesen Hinweis.
16. 1 2 3 4   Shanghai’s Jews celebrate historic synagogue reopening, CNN, 30. Juli 2010. Abgerufen am 8. Mai 2015 (englisch).
17. ↑  Meyer: Baghdadi Jews, Chinese ‘Jews’, and Chinese. 2008, S. 182.
18. 1 2  Seth Faison:  CLINTON IN CHINA: RELIC; Revival of a Synagogue Wins First Lady’s Praise In: The New York Times, 2. Juli 1998
19. ↑  Ember, Ember, Skoggard: Encyclopedia of Diasporas: Immigrant and Refugee Cultures Around the World. 2005, S. 162.
20. ↑  Pan: Jews in China: Legends, History, and New Perspectives. 2008, S. 63–64.
21. ↑  Tina Kanagaratnam: Ohel Rachel Synagogue. Haruth, abgerufen am 8. Mai 2015 (englisch).
22. ↑  Services at Ohel Rachel Synagogue. Shanghai Jewish Center, archiviert vom Original am 14. Januar 2015; abgerufen am 8. Mai 2015 (englisch).  Info: Der Archivlink wurde automatisch eingesetzt und noch nicht geprüft. Bitte prüfe Original- und Archivlink gemäß Anleitung und entferne dann diesen Hinweis.
23. ↑  Ohel Rachel Synagogue. Shanghai Jewish Center, archiviert vom Original am 28. Januar 2015; abgerufen am 8. Mai 2015 (englisch).  Info: Der Archivlink wurde automatisch eingesetzt und noch nicht geprüft. Bitte prüfe Original- und Archivlink gemäß Anleitung und entferne dann diesen Hinweis.
24. ↑  Ian Swanson:  Cantor Pushes China to Open Historic Synagogue In: The Hill, 8. Mai 2014. Abgerufen am 8. Mai 2015 (englisch).

## Bibliographie
- Gregory Byrne Bracken: A Walking Tour of Shanghai: Sketches of the City’s Architectural Treasures. Marshall Cavendish International, Singapore 2010, ISBN 978-981-4312-96-7, S. 139 (books.google.co.uk – Nicht in der Leseprobe einsehbar).
- Carol R. Ember, Melvin Ember, Ian A. Skoggard: Encyclopedia of Diasporas: Immigrant and Refugee Cultures Around the World. Band I: Overviews and Topics; Band II: Diaspora Communities. Springer Science & Business Media, 2005, ISBN 0-306-48321-1, S. 156 (books.google.com).
- Peter Kupfer, Maisie J. Meyer: Youtai – Presence and Perception of Jews and Judaism in China. Peter Lang, Frankfurt 2008, ISBN 978-3-631-57533-8, Baghdadi Jews, Chinese ‘Jews’, and Chinese, S. 182 (books.google.com).
- Peter Kupfer, Guang Pan: Youtai – Presence and Perception of Jews and Judaism in China. Peter Lang, Frankfurt 2008, ISBN 978-3-631-57533-8, Jews in China: Legends, History, and New Perspectives, S. 63 (books.google.com).
- Marcia Reynders Ristaino: Port of Last Resort: The Diaspora Communities of Shanghai. Stanford University Press, 2003, ISBN 978-0-8047-5023-3, S. 25 (books.google.com).
- Arnold Wright, H. A. Cartwright: Twentieth Century Impressions of Hongkong, Shanghai, and Other Treaty Ports of China. Band 1. Lloyds Greater Britain Publishing Company, London 1908.